# Seefhoek
De Seefhoek is een buurt in het noorden van de Belgische stad Antwerpen, die vroeger wel de "vijfde wijk" werd genoemd. Ze is grofweg gelegen tussen de Turnhoutsebaan en Carnotstraat in het zuiden en het Park Spoor Noord in het noorden. Ten oosten ligt het district Borgerhout, tevens een voormalige gemeente. Ten westen ligt de buurt Amandus-Atheneum. 
Administratief behoort de Seefhoek tot de wijk Antwerpen-Noord, binnen het district Antwerpen. In de volksmond worden Seefhoek en Stuivenberg vaak samen genoemd, maar het zijn technisch gezien aparte buurten die in elkaar overvloeien.
In Antwerpen wordt er echter vaak over Seefhoek én Stuivenberg gesproken. "Stuivenberg" verwijst meer specifiek naar de omgeving rond het Stuivenbergziekenhuis, terwijl Seefhoek eerder ligt rond de Lange Beeldekensstraat. De grenzen zijn vaag en eerder cultureel dan administratief bepaald. De buurt tussen het station Handel en Schijnpoor  wordt ook wel "Faboert" genoemd (een verbastering van het Franse faubourg, "buitenwijk"). Het gebied rond station Handel zelf stond vroeger ook bekend als het Schoolplak ("scholenplaats"). 
De naam “Seefhoek” zou oorspronkelijk verwijzen naar een herberg die zich bevond op de hoek van de Lange Beeldekensstraat en de Pesthofstraat, waar Seefbier werd geschonken – een oud Antwerps bier dat als veilig en betrouwbaar bekendstond. De wijk ontwikkelde zich vanaf circa 1860 tijdens de industriële revolutie als een typische arbeiderswijk. Vanwege de nabijheid van de haven en de spoorlijnen vestigden zich hier veel arbeiders, waaronder ook migranten, wat tot vandaag het multiculturele karakter van de buurt verklaart.

## Bestuurlijke context
De Seefhoek maakt al sinds het ontstaan van de wijk deel uit van de historische stad Antwerpen. Vóór de grote gemeentefusie van 1983 was Antwerpen een zelfstandige gemeente met haar eigen interne opdeling in negen wijken. De Seefhoek viel toen onder de vijfde wijk, wat voornamelijk een administratieve en politiezorg-indeling was. Deze "vijfde wijk" had een eigen politiecommissariaat aan de Klappeistraat. 
Na 1983 veranderde de bestuurlijke structuur ingrijpend. Op 1 januari van dat jaar werden door een landelijke hervorming vele kleinere gemeenten rond Antwerpen, zoals Borgerhout, Deurne, Wilrijk en Hoboken, gefuseerd met de eigenlijke stad Antwerpen. Deze voormalige gemeenten waren hierdoor geen aparte steden of dorpen meer, maar districten binnen de nieuwe, grotere fusiegemeente Antwerpen. Elk district kreeg een districtsraad en een beperkte mate van autonomie voor lokale zaken. De Seefhoek maakte toen al deel uit van het centrale stadsgebied en bleef onder het bestuur van het district Antwerpen, als buurt binnen de wijk Antwerpen-Noord.

## Varia

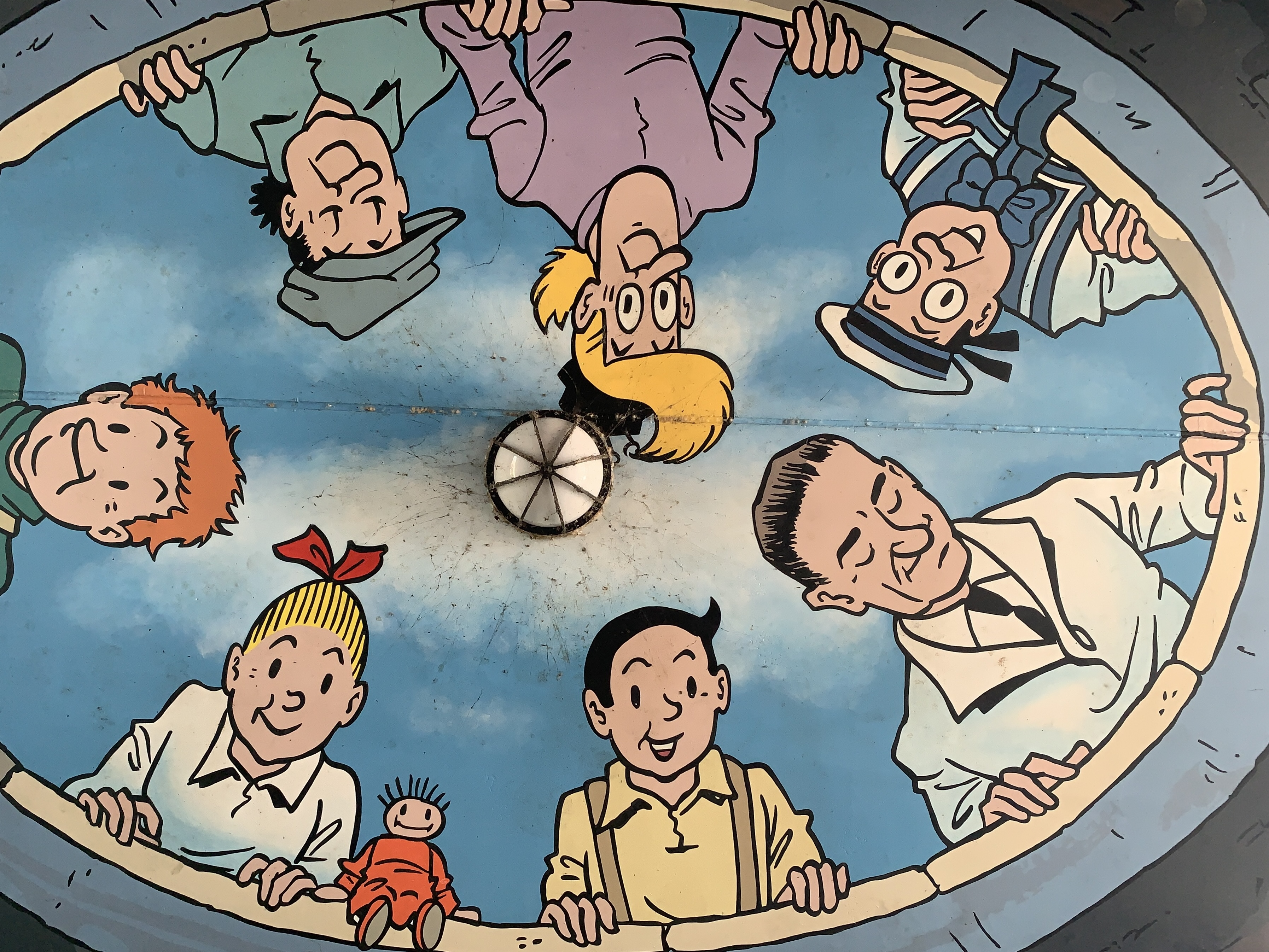
Plafondschildering ter ere van Willy Vandersteen, auteur van Suske en Wiske

Vincent van Gogh woonde van 24 november 1885 tot februari 1886 in een achterkamer aan de Lange Beeldekensstraat 194 (heden: nummer 224). Het huis draagt nu een opschrift om hieraan te herinneren.
Willy Vandersteen groeide op in de Seefhoek en dit bepaalde mee de verhalen die hij maakte voor Suske en Wiske, zowel in de decors waar de Seefhoek regelmatig in opdook als in de verhalen zelf. Zo luidde de kreet Antigoon Vooruit! in het album Het eiland Amoras in de oorspronkelijke versie Seefhoek Vooruit. In de wijk is het Willy Vandersteenplein met muur- en plafondschilderingen. Tevens zette de stad een wandeling op getiteld Seefhoek Vooruit!.
Een andere bekende inwoner was voetballer en Gouden Schoen-winnaar Rik Coppens, die lokaal commotie veroorzaakte door bij Beerschot te gaan voetballen, terwijl de Seefhoek traditioneel een buurt is waar men bij Antwerp ging spelen. Coppens stamde echter uit een familie van Beerschot-supporters.
In 2007 schonk Panamarenko zijn ouderlijk huis en inboedel (Biekorfstraat 2), waar hij van 1970 tot 2003 werkte, aan het MuHKA.

## Bekende (ex-)bewoners van de Seefhoek
- Vincent van Gogh
- Willy Vandersteen
- Rik Coppens
- Marc Legendre
- Jef Cassiers
- Bob Benny
- Panamarenko
- Jan Fabre
- Tuur Van Wallendael
- Els de Schepper
- Janine Bischops
- Johny Voners
- Frans Detiège
- Jo Haazen
- Tourist Lemc
- Leona Detiège
- Charel Janssens
- Stafke Fabri
- Leah Thys
- Matthias Schoenaerts
- Michael Pas
- Nathalie Meskens
- Peter Van den Begin
- Gaston Berghmans
- Walter Soethoudt
- Willy Steveniers
- La Esterella